# Fakkelgraslandschap
Het fakkelgraslandschap of K-landschap is een van de duinlandschappen uit de duinen van het renodunaal district, de kalkrijke duinen van Noord-Holland, Zuid-Holland en Zeeland. Het duinlandschap komt, in tegenstelling tot het Dauwbraamlandschap, voor in de binnenduinen, en vertegenwoordigen de hoog opgestoven, vastgelegde en iets ontkalkte delen van de duinen van het renodunaal District. In het fakkelgraslandschap hebben korte duingraslandvegetaties de overhand. De vegetaties worden kort gehouden als gevolg van begrazing door het konijn. Smal fakkelgras (Koeleria macrantha) is het meest in het oog springende gras, hoewel ook veel fijn schapengras (Festuca filiformis) en veldbeemdgras (Poa pratensis) voorkomt. Binnen het fakkelgraslandschap komt relatief weinig dynamiek als gevolg van winderosie voor. Als gevolg daarvan is de graslandvegetatie iets humeus en heeft een goed ontwikkelde moslaag.
Op enkele plaatsen in de duinen van Noord-Holland en Zuid-Holland is het fakkelgraslandschap begroeid geraakt met een lage vegetatie van duinroos (Rosa pimpinellifola). Dergelijke duinlandschappen worden wel duinrooslandschappen genoemd, en komen veelvuldig voor in de duinen tussen Bergen en Egmond aan den Hoef, en in de duinen van Zuid-Kennemerland. 
Ook het zeedorpenlandschap wordt als onderdeel van het Fakkelgraslandschap beschouwd. Zeedorpenlandschappen liggen doorgaans in meer dynamische delen van het duin, dichter bij zee. Als gevolg van jarenlang agrarisch gebruik in het verleden zijn deze duinen enigszins verarmd geraakt, waardoor een waardevolle duingraslandvegetatie kon ontstaan, met het karakter van een fakkelgraslandschap.
De indeling van de Nederlandse duinen in verschillende duinlandschappen is ontworpen door de Nederlandse duinecoloog Henk Doing. Hij gaf ieder landschapstype aan door middel van een letter, die verwijst naar een van de karakteriserende plantensoorten in het landschapstype. De K, die de aanduiding is van het fakkelgraslandschap, verwijst naar Koeleria, de wetenschappelijke naam van het geslacht fakkelgras.